# Viorel Frunză
Viorel Frunză (Chisinau, 6 december 1979) is een Moldavisch voetballer, die sinds 2014 onder contract staat bij Dacia Chisinau. De centrumspits begon zijn profloopbaan in 1996 bij de inmiddels opgeheven club Agro Chisinau uit zijn vaderland.

## Interlandcarrière
Frunză kwam sinds 2002 in totaal 36 keer uit voor het Moldavisch voetbalelftal en scoorde sindsdien zeven keer voor de nationale ploeg. Hij maakte zijn debuut voor de A-selectie op woensdag 20 november 2002 in de vriendschappelijke wedstrijd tegen Hongarije (1–1). Frunză moest in dat duel na 70 minuten plaatsmaken voor Serghei Dadu.
| Interlanddoelpunten | Interlanddoelpunten | Interlanddoelpunten    | Interlanddoelpunten | Interlanddoelpunten | Interlanddoelpunten | Interlanddoelpunten |
| #                   | Datum               | Locatie                | Tegenstander        | Goal(s)             | Uitslag             | Wedstrijd           |
| ------------------- | ------------------- | ---------------------- | ------------------- | ------------------- | ------------------- | ------------------- |
| 1                   | 7 juni 2003         | Tiraspol, Moldavië     | Oostenrijk          | 60'                 | 1 – 0               | EK-kwalificatie     |
| 2                   | 6 juni 2007         | Heraklion, Griekenland | Griekenland         | 80'                 | 2 – 1               | EK-kwalificatie     |
| 3                   | 22 augustus 2007    | Riga, Letland          | Letland             | 23'                 | 1 – 2               | Vriendschappelijk   |
| 4                   | 13 oktober 2007     | Chisinau, Moldavië     | Turkije             | 11'                 | 1 – 1               | EK-kwalificatie     |
| 5                   | 17 oktober 2007     | Ta' Qali, Malta        | Malta               | 31'                 | 2 – 3               | EK-kwalificatie     |
| 6                   | 17 oktober 2007     | Ta' Qali, Malta        | Malta               | 35'                 | 2 – 3               | EK-kwalificatie     |
| 7                   | 11 oktober 2013     | Chișinău, Moldavië     | San Marino          | 55'                 | 1 – 0               | WK-kwalificatie     |